# Municipio de Sheridan (condado de Sheridan)
El municipio de Sheridan (en inglés: Sheridan Township) es un municipio ubicado en el condado de Sheridan en el estado estadounidense de Kansas. En el año 2010 tenía una población de 297 habitantes y una densidad poblacional de 2,14 personas por km².

## Geografía
El municipio de Sheridan se encuentra ubicado en las coordenadas 39°31′49″N 100°31′41″O / 39.53028, -100.52806. Según la Oficina del Censo de los Estados Unidos, el municipio tiene una superficie total de 138.52 km², de la cual 138,45 km² corresponden a tierra firme y (0,05 %) 0,07 km² es agua.

## Demografía
Según el censo de 2010, había 297 personas residiendo en el municipio de Sheridan. La densidad de población era de 2,14 hab./km². De los 297 habitantes, el municipio de Sheridan estaba compuesto por el 96,3 % blancos, el 2,02 % eran amerindios, el 1,68 % eran de otras razas. Del total de la población el 5,05 % eran hispanos o latinos de cualquier raza.